# Endiandra monticola
Endiandra monticola är en lagerväxtart som beskrevs av A. C. Smith. Endiandra monticola ingår i släktet Endiandra och familjen lagerväxter. Inga underarter finns listade i Catalogue of Life.